# 硫酸釹𨥙
硫酸釹𨥙是一种无机化合物，化学式为N2H5Nd(SO4)2。它存在无水物和一水合物。一水合物是正交晶系晶体，空间群为Pca21。

## 制备
硫酸钕和硫酸肼（硫酸联氨）在溶液中结晶，得到硫酸釹𨥙一水合物晶体。水合物受热分解，可以得到无水物。
N2H5Nd(SO4)2·H2O → N2H5Nd(SO4)2 + H2O

## 化学性质
硫酸釹𨥙受热分解，先产生硫酸钕铵，然后得到硫酸钕：
3 N2H5Nd(SO4)2 —200℃→ 3 NH4Nd(SO4)2 + NH3↑ + N2↑
2 NH4Nd(SO4)2 —350-480℃→ Nd2(SO4)3 + 2 NH3↑ + SO3↑ + H2O